# نظام متحد
النظام المتحد (الذي يُعرف أيضًا باسم نظام إينوك المتحد) هو واحدٌ من عدة برامج جماعية للكنائس الذي وجدت في القرن التاسع عشر. حاولت الإصدارات المبكرة من النظام ابتداءً من عام 1831 تطبيق قانون التكريس بشكل كامل، وهو شكلٌ من أشكال الاشتراكية المسيحية على غرار كنيسة العهد الجديد.
انتهت هذه الإصدارات المبكرة بعد بضع سنوات. أقامت الإصدارات الأخيرة ضمن المورمونية في إقليم يوتا برامج تعاونية أقل طموحا حقق بعضٌ منها نجاحاتٍ كبيرة. شمل الاسم الكامل للنظام مدينة إينوك التي وُصفت على أنها كانت تتضمن الكثير من الناس الفاضلين والطيبين الذين وافت منيتهم.
أنشأ النظام المتحد مجتمعاتٍ متساوية تهدف إلى تحقيق المساواة في الدخل وزيادة الاكتفاء الذاتي للمجموعة. كان للحركة الكثير من القواسم المشتركة مع مجتمعات طوباوية اشتراكية أخرى تشكلت في الولايات المتحدة وأوروبا خلال الصحوة الكبرى الثانية التي سعت إلى حكم جوانب حياة الناس من خلال مبادئ الإيمان وتنظيم المجتمع. 
كانت العضوية في النظام المتحد طوعية رغم أنه خلال فترة ثلاثينيات القرن التاسع عشر، كان ذلك شرطًا لإستمرار عضوية الكنيسة. قام المشاركون بتفويض جميع ممتلكاتهم إلى النظام المتحد، والذي بدوره سيدعم الميراث الذي يسمح للأعضاء بالسيطرة على الممتلكات.

## جوزيف سميث
علم جوزيف سميث بمجموعة من حوالي 50 شخصًا يُعرفون باسم «العائلة» يعيشون في مزرعة إسحاق مورلي بالقرب من كيرتلاند في ولاية أوهايو. أسست هذه المجموعة مشروعًا تعاونيًا يستند إلى اقتباسات من كتاب سفر أعمال الرسل. كان أعضاء عائلة مورلي في الأصل من أتباع سيدني ريجدون، وهو وزير مرتبط بحركة الإصلاح التي تحولت فيما بعد إلى المورمونية. انضم العديد من هؤلاء الشيوعيين إلى الكنيسة الجديدة وعمل العديد منهم بمن فيهم إسحاق مورلي في مناصب قيادية.

## بريغهام يونغ
من عام 1855 إلى عام 1858، اعتُبر أعضاء كنيسة يسوع المسيح لقديسي الأيام الأخيرة مرة أخرى أنهم يعيشون في ظل النظام الأممي. صدرت خلال هذه الفترة تعليمات إلى أعضاء الكنيسة بإعداد صكوك التفويض (التكريس).
لم يبدأ يونغ حتى عام 1874 في تأسيس النظام المتحد لإينوك. كان هناك عدد من الاختلافات بين جماعات النظام المتحد لأينوك وجماعات النظام المتحد الذي أسسه جوزيف سميث قبل سنوات. في ظل قيادة يونغ، كان المنتجون يقدمون بشكل عام إلى تفويض ممتلكاتهم إلى النظام وسوف يتقاسم جميع أعضاء هذا النظام صافي دخل الشركة التعاوني وغالباً ما تُقسم إلى أسهم بناءً على كمية الممتلكات التي ساهمت في الأصل.

## كاناب
بنيت العديد من مجتمعات النظام المتحد بين مدن المورمون في بداية عام 1874. كان أحدهما على وجه الخصوص هو النظام الموحد في كاناب والذي كان تجربة جماعية بدأها بريغهام يونغ. تأسست كاناب في عام 1870. في تلك السنة، بدأ جون يونغ والأسقف المحلي ليفي ستيوارت باستعمار هذه المنطقة وتبعتهم اثنتا عشرة عائلة في هذا الاستعمار كان هناك ارتباك حول من كان زعيم هذا المجتمع. 
بحلول عام 1874، كان هناك 81 عائلة في هذا المجتمع وقام 17٪ من الرجال الذين يعيشون هناك بالزواج على زوجاتهم . كانت المنازل بسيطة في هيكلها وعادةً ما تكون من غرفتين إلى ثلاث غرف نوم.
كان مصدر الدخل الرئيسي للمجتمع هو تربية الماشية، كانت معظم ثرواتهم ناتجة عن الماشية والمركبات وحركة الأسهم في الشركات التجارية. كان هذا النظام بالولايات المتحدة ثريًا جدًا، ولكن داخل المجتمع كانت هناك فجوات كبيرة. في وقتٍ لاحق، انخفض عدد العائلات التي تسكن في هذا المجتمع وبدأت الناس بالهجرة.ref>Edward Bunker 1822-1901 Autobiography, The Edward Bunker Family Association at bunker.org[هل المصدر موثوق به؟]</ref>

## الشيوعية
لم تُلغى الملكية الخاصة بموجب النظام المتحد، وكان تبادل البضائع الذي يشار إليه في كثير من الأحيان باسم الشيوعية طوعيًا. تطوّع أعضاء الكنيسة الذين اختاروا المشاركة في النظام المتحد بممتلكاتهم إلى الكنيسة والتي من شأنها أن تعطي كل جزء منها إلى مالك العقار الأصلي.
إن الممتلكات التي كانت تزيد عن ما كان المالك وأفراد عائلته يستخدمون تعطى إلى الكنيسة لتزويد الناس المحتاجة الذين سيُطلب منهم لاحقًا تسديد ثمن الشيء إما نقدًا أو عن طريق العمل. لم يُجبر مالك العقار الخاص على المشاركة في الأمر ولم تكن ممتلكاته مصادرة بقوة. قال روبن كلارك عضو الرئاسة الأولى:

## العلاقة الشيوعية الماركسية
كان هذا النظام المتحد محاولة للقضاء على الفقر وتعزيز الإحساس بالوحدة والأخوة في المجتمعات المرتبطة به. ترى كنيسة يسوع المسيح لقديسي الأيام الأخيرة أن العقيدة والمحاولات المختلفة لممارستها لا ينبغي اعتبارها جزءًا من الحركة الطوباوية في القرن التاسع عشر في الولايات المتحدة وهي مختلفة عن الشيوعية الماركسية والرأسمالية.
يمكن مقارنة قانون التكريس والنظام المتحد بالترتيب الاقتصادي المشترك في العهد الجديد كما مارسه مسيحيو القرن الأول في القدس. في القرن العشرين، ادعى قادة كنيسة يسوع المسيح لقديسي الأيام الأخيرة أن الشيوعية هي نسخة مزيفة من قانون التكريس. في عام 1942، أصدرت الكنيسة البيان التالي: